# Northern Hearts (film 1913)
Northern Hearts  è un cortometraggio muto del 1913 diretto da Edward LeSaint (Edward J. Le Saint).

## Trama
Un ufficiale della polizia a cavallo è costretto a mettersi sulle tracce del suo migliore amico.

## Produzione
Il film fu prodotto dalla Selig Polyscope Company.

## Distribuzione
Distribuito dalla General Film Company, il film - un cortometraggio in una bobina - uscì nelle sale cinematografiche statunitensi il 5 dicembre 1913.